# مانس كارتاجنر
مانس كارتاجنر (بالألمانية: Manes Kartagener) هو طبيب ولد في 7 كانون الثاني 1897 في برزميشل (في غاليسيا - الإمبراطورية النمساوية المجرية) وتوفي في 5 آب 1975 في زيورخ في سويسرا، كان يهوديا وطبيبا مختصا بالطب الباطني.

## سيرته
كان ابوه حاخاما وصاحب مصنع. درس في البداية في مدرسة في برزميشل ثم انتقل إلى مدرسة علمية في لفيف.
هاجر كارتاجنر إلى سويسرا عام 1916 والتحق بكلية الطب في جامعة زيورخ عام 1921. تخرج عام 1924. في عام 1928 حصل على شهادة الدكتوراه عن أطروحته حول الغدة الدرقية والتي عنوانها باللغة الألمانية (Ueber einen Fall von Kankroid der Schilddrüse mit peritheliomartigen Bildern). وفي نفس العام حصل على الجنسية السويسرية.
عمل بعد ذلك في عدة مستشفيات ومراكز صحية في زيورخ وتدرب في عيادات زيورخ الطبية حيث كان موظفا عند الطبيب فيلهلم لوفلر (1887–1972). عمل هناك لمدة 8 سنوات. وفي عام 1938 افتتح عيادته الخاصة.
في عام 1935، حصل على شهادة ما بعد الدكتوراه عن أطروحته حول مرض توسع القصبات الوراثي. وفي 14 أيلول 1950 حصل على لقب الأستاذ، وتقاعد عن عمله في الجامعة في 8 شباط 1962.

## أعماله
اشتهر بأبحاثه حول مرض توسع القصبات وأحشاء مقلوبة الموضع واكتشافه متلازمة كارتاجنر التي تحمل اسمه.

## راوبط خارجية
- نصوص عن مانس كارتاجنر في فهرس مكتبة ألمانيا الوطنية
- kartagener-syndrom.org
- Manes Kartagener (بالانكليزية)
- Professor Dr. Manes Kartagener (بالانكليزية)